# Nicola Stapleton
Pour les articles homonymes, voir Stapleton.
Nicola Stapleton, née le 9 août 1974 à Southwark en Londres (Royaume-Uni), est une actrice britannique.

## Filmographie
- 1987 : Blanche-Neige : Blanche-Neige jeune fille
- 1987 : Simon and the Witch (série télévisée) : Sally
- 1987 : Hansel et Gretel : Gretel
- 1990 : Heidi - Le sentier du courage (Courage Mountain) : Ilsa
- 1985 : EastEnders (série télévisée) : Mandy Salter
- 1993 : Doctor Who: Dimensions in Time (téléfilm) : Mandy
- 1994 : A Fistful of Fingers : Floozy
- 1998 : Ladies & Gentlemen (court métrage)
- 1998 : Urban Ghost Story : Kerrie
- 1998 : Comment devenir une rock star (The Young Person's Guide to Becoming a Rock Star) (série télévisée) : Joe Nardone
- 1999 : Dead on Time : Briana
- 1999 : The Killing Zone : Kerry Wyman
- 2000 : It Was an Accident : Kelly
- 2000 : Audrey and Friends (série télévisée) : Audrey
- 2001 : Chunky Monkey : Mandy
- 2001 : Goodbye Charlie Bright : Julie
- 2001 : South West 9 : Sal
- 2002 : Lava : Julie
- 2004 : Gaby & the Girls (série télévisée) : Donna
- 2016 : La légende des Kray (en) (The Rise of the Krays) et La chute des frères Krays (en) (The Fall of the Krays), de Zackary Adler : Violet Kray